# Metropolitan Opera
La Metropolitan Opera (també coneguda simplement com a Metropolitan, el Met o la Metropolitan Opera House) és un teatre d'òpera situat en el Lincoln Center de Nova York. És el teatre d'òpera més prestigiós dels Estats Units i un dels més coneguts del món, famós per les seues produccions fastuoses i detallistes. És tota una institució en el món de l'òpera, junt amb La Scala de Milà, l'Òpera Garnier de París, el Teatro Colón de Buenos Aires o el Gran Teatre del Liceu de Barcelona. Va ser fundat a l'abril de 1880.
El teatre va estar ubicat abans en una altra àrea de la ciutat, en un edifici dissenyat per J. Cleveland Cady. Va ser destruït per un incendi el 27 d'agost de 1892. Després de ser renovat, hi va continuar funcionant fins al 1966, quan es va traslladar a la ubicació actual en el Lincoln Center. L'edifici original va ser enderrocat l'any 1967.
L'actual teatre d'òpera del Metropolitan va ser dissenyat per l'arquitecte Wallace K. Harrison. Va ser inaugurat el 16 de setembre de 1966, amb l'estrena de l'òpera Anthony and Cleopatra de Samuel Barber. Al rebedor s'exhibeixen dos immensos murals creats especialment per a l'espai per Marc Chagall. La capacitat de l'edifici és de gairebé quatre mil persones. El teatre té la tecnologia necessària per a substituir diàriament l'escenari de l'òpera que es representa, utilitzant un complex sistema d'escenaris, tramoies i ciclorames. Aquesta tecnologia permet que al Metropolitan hi haja funcions quasi tots els dies de l'any.
El Met ofereix un servei de transmissió radiofònica en directe. La primera transmissió es va realitzar el 25 de desembre de 1931, amb una producció de l'òpera Hänsel und Gretel d'Engelbert Humperdinck.
Des de l'any 1931 i ininterrompudament, cada dissabte emet unes emissions matinals operístiques per ràdio. Per tant, constitueixen el programa de ràdio de música clàssica més antic que existeix. Als Estats Units són conegudes com The Metropolitan Opera's Saturday matinee broadcasts.

## Directors destacats
- Yannick Nézet-Séguin (Director musical 2018–)

- Fabio Luisi (Principal director convidat 2010–2011; Director principal 2011–2017)
- Valery Gergiev (1997–2008) (Principal director convidat)
- James Levine (1973–) (Director principal; Director musical des de 1975)
- Rafael Kubelík (1973–1974) (Director musical)
- Erich Leinsdorf (1957–1962) (Assessor musical)
- Dimitri Mitropoulos (1954–1960) (Director principal)
- Fritz Reiner (1949–1953) (Director principal)
- Fritz Busch (1945–1949)
- George Szell (1942–1946)
- Erich Leinsdorf (1939–1942) (Director principal del repertori alemany)
- Tullio Serafin (1924–1934)
- Artur Bodanzky (1915–1939) (Director principal del repertori alemany)
- Arturo Toscanini (1908–1915) (Director principal)
- Gustav Mahler (1908–1910) (Director principal)
- Alfred Hertz (1902–1915) (Director principal del repertori alemany)
- Walter Damrosch (1884–1891)
- Anton Seidl (1884–1897)
- Fritz Stiedry

## Estrenes absolutes al Met

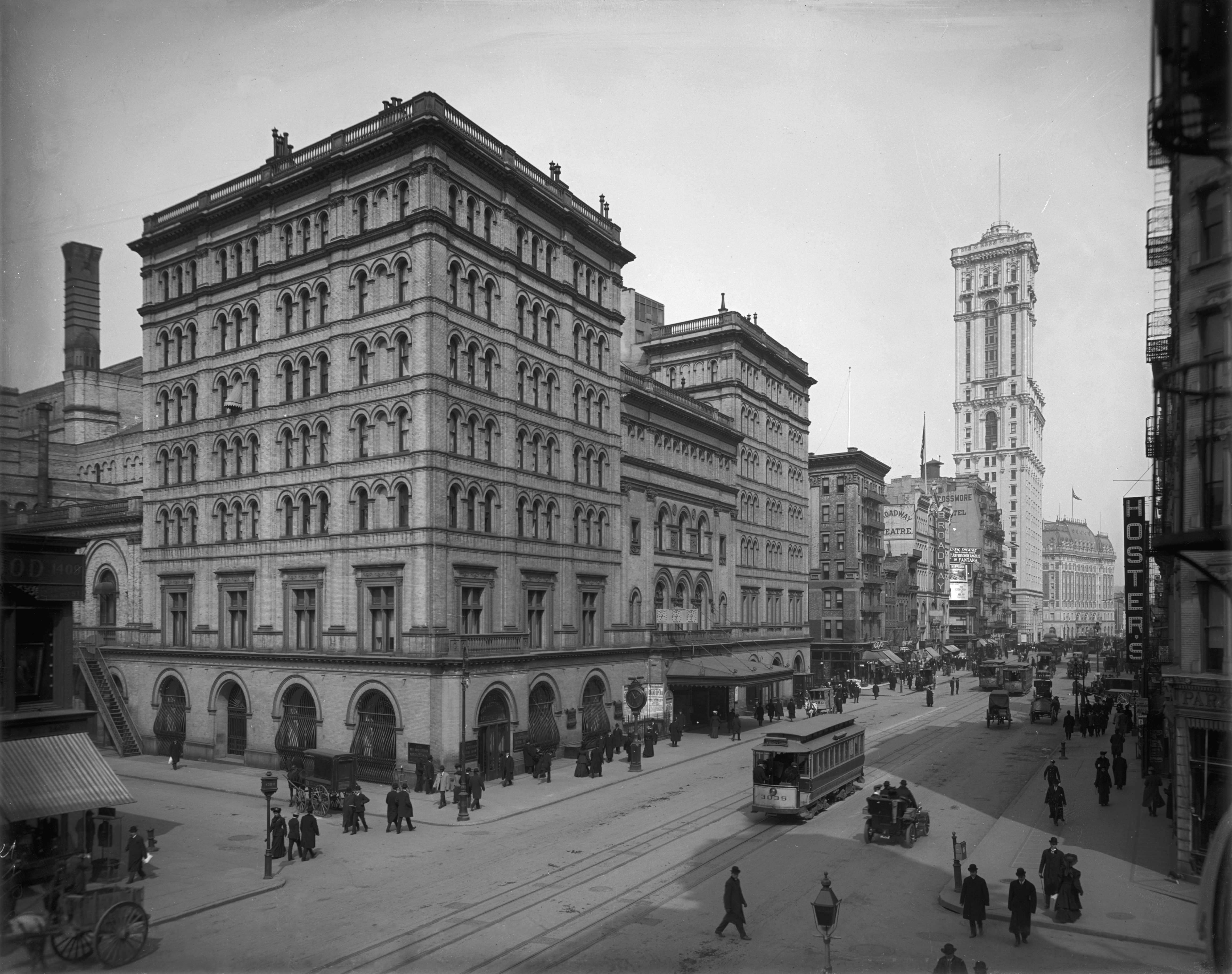
El teatre en 1905, entre dos blocs d'oficines

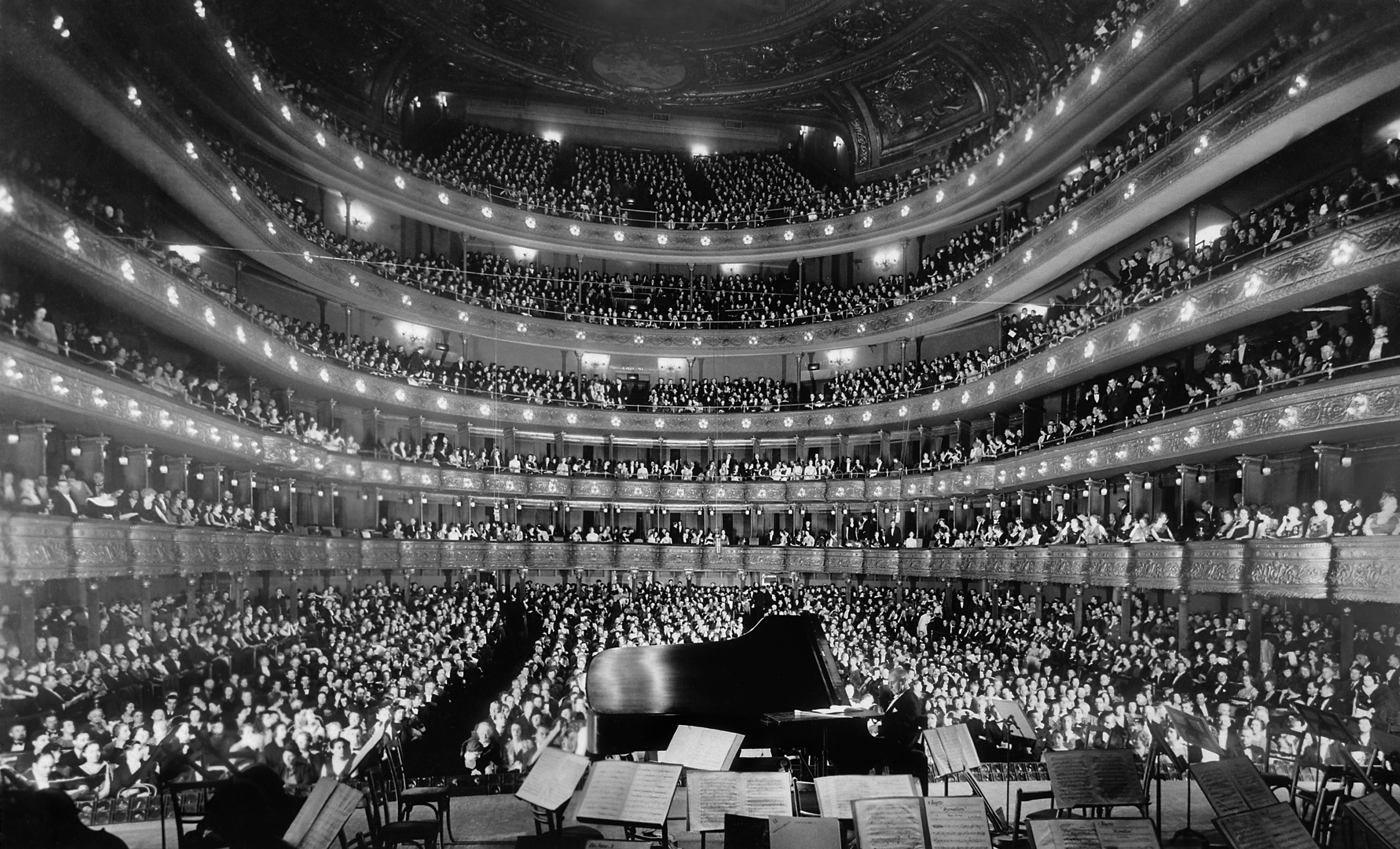
Un ple del teatre el 28 de novembre de 1937

En negreta, els títols més important en la història del gènere.
- 1910 La fanciulla del West de Giacomo Puccini (10 desembre).
- 1912 Mona, òpera d'Horatio Parker (14 març).
- 1913 Cyrano, òpera de Walter Damrosch (27 febrer).
- 1914 Madeleine, òpera de Victor Herbert (24 gener).
- 1915 Madame Sans-Gêne d'Umberto Giordano (25 gener).
- 1916 Goyescas, òpera d'Enric Granados (28 gener), primera òpera en castellà cantada al teatre.
- 1917 The Canterbury pilgrims, òpera de Reginald De Koven (8 març).
- 1918 The robin woman, or, Shanewis, òpera de Charles Wakefield Cadman (23 març); Il trittico de Giacomo Puccini (14 desembre).
- 1919 The legend, òpera de Joseph Carl Breil (12 març); L'oiseau bleu òpera d'Albert Wolff (27 desembre).
- 1920 Cleopatra's night, òpera de Henry Hadley (31 gener).
- 1926 Skyscrapers, "a ballet of modern American life", de John Alden Carpenter (19 febrer)
- 1927 The King's henchman, òpera de Deems Taylor (17 febrer).
- 1931 Peter Ibbetson, òpera de Deems Taylor (7 febrer).
- 1933 The emperor Jones, òpera de Louis Gruenberg (7 gener).
- 1934 Merry Mount de Howard Hanson (10 febrer), estrena de la versió representada (un any abans s'havia fet en versió de concert a Ann Arbor, Michigan).
- 1935 In the Pasha's garden, òpera de John Lawrence Seymour (24 gener).
- 1937 The man without a country de Walter Damrosch (12 maig).
- 1942 The island god de Gian Carlo Menotti (20 febrer).
- 1947 The warrior, òpera de Bernard Rogers (11 gener).
- 1958 Vanessa de Samuel Barber (15 gener).
- 1966 Anthony and Cleopatra de Samuel Barber (16 setembre).
- 1967 Mourning becomes Electra, òpera de Marvin David Levy (17 març).
- 1991 The ghosts of Versailles òpera de John Corigliano (19 desembre).
- 1992 The voyage, òpera de Philip Glass (12 octubre)
- 1999 The great Gatsby, òpera de John Harbison (20 desembre).
- 2005 An American tragedy, òpera de Tobias Picker (2 desembre).
- 2006 The first emperor, òpera de Dun-Jin (21 desembre).